# Wirtschaftszahlen zum Automobil/Australien
Dies ist eine Unterseite des Artikels Wirtschaftszahlen zum Automobil. Sie enthält Wirtschaftszahlen Australiens.

## PKW-Automarken mit den größten Verkaufszahlen
| Australien | Automarke  | Anzahl  |
| ---------- | ---------- | ------- |
| 1          | Toyota     | 214.718 |
| 2          | Holden     | 132.923 |
| 3          | Ford       | 95.284  |
| 4          | Mazda      | 84.777  |
| 5          | Hyundai    | 80.038  |
| 6          | Nissan     | 62.676  |
| 7          | Mitsubishi | 62.496  |
| 8          | Honda      | 40.375  |
| 9          | Subaru     | 40.025  |
| 10         | Volkswagen | 38.016  |

## PKW-Modellreihen mit den größten Verkaufszahlen

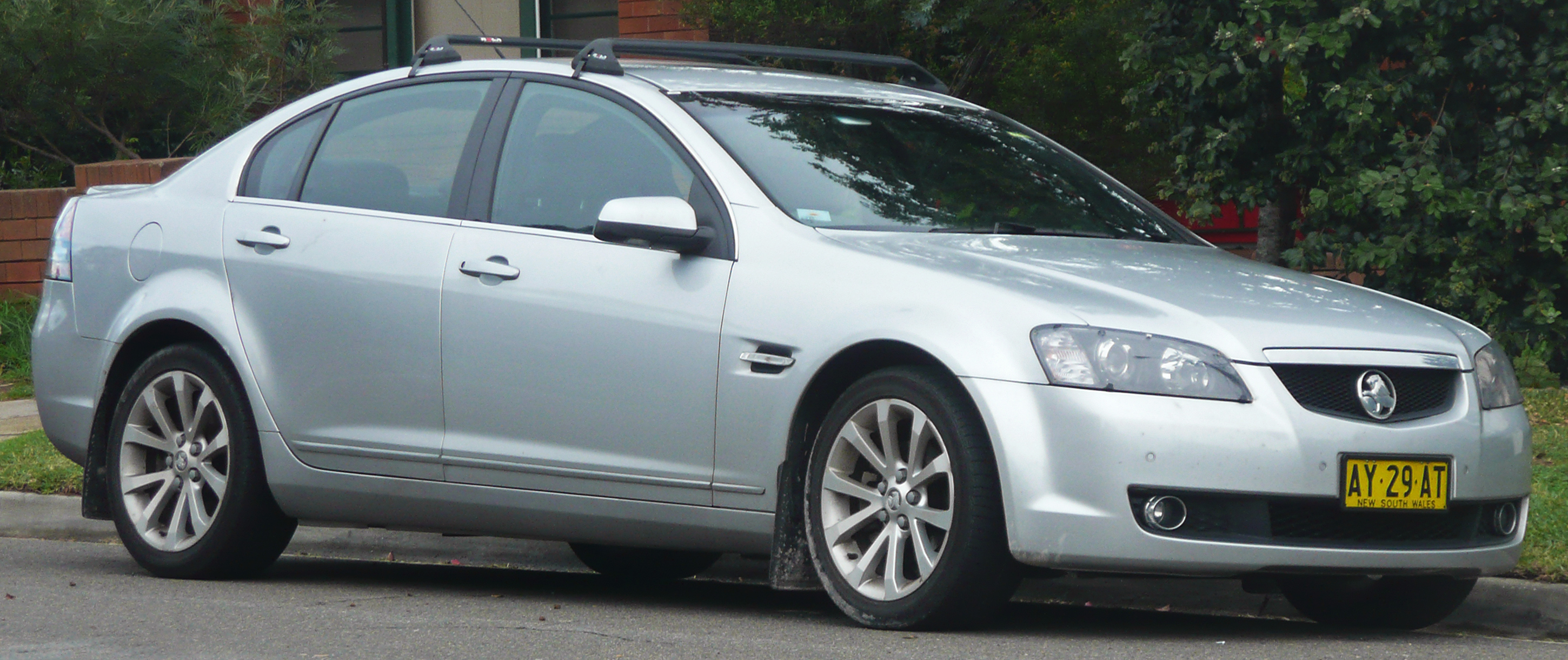
Holden VE Commodore

| Australien | Fahrzeugmodellreihe            | Anzahl |
| ---------- | ------------------------------ | ------ |
| 1          | Holden Commodore               | 45.956 |
| 2          | Toyota Corolla                 | 41.632 |
| 3          | Toyota Hilux                   | 39.896 |
| 4          | Mazda3                         | 39.003 |
| 5          | Hyundai i30                    | 29.772 |
| 6          | Ford Falcon                    | 29.516 |
| 7          | Holden Cruze (Chevrolet Cruze) | 28.334 |
| 8          | Toyota Camry                   | 25.014 |
| 9          | Mitsubishi Lancer              | 23.076 |
| 10         | Hyundai Getz                   | 21.547 |